# Guvernoratul Karak
Karak (arabă: محافظة الكرك) este unul dintre guvernoratele Iordaniei și se află la sud-vest de capitala statului, Amman. Reședința sa este orașul Al Karak. Se învecinează cu  guvernoratele Madaba și Capitala la nord, Guvernoratul Ma'an la est, Guvernoratul Tafilah la sud și Marea Moartă la vest. Capitala acestui guvernorat este orașul Al Karak.

## Istorie

### Istoria antică
Țara guvernoratului Karak a fost casa  Regatul Moabului, în primul mileniu î.Hr. Se crede că capitala și cetatea lor se află în apropierea orașului Al Karak, care era cunoscut sub numele de Qir de Moab.
Pentru o scurtă perioadă de timp, teritoriul a intrat sub stăpânirea perșilor, iar apoi nabateienii au preluat controlul asupra lui, până când romani au invadat Levantul și au ocupat capitala lor, Petra; în secolul al IV-lea o legiune romană, Legiunea a IV-a Martia, a avut o fortăreață sediu la Betthorus (acum el-Lejjun) în Karak. În jurul anului 530 Imperiul Bizantin a stabilit un stat vasal condus de gassanizi. Orașul Mu'tah a fost locul primei ciocniri dintre arabii musulmani și bizantini la Bătălia de la Mu'tah în 629 d.Hr.
Odată cu venirea cruciaților, a fost înființat Principatul Kerak, după care Kerak a fost un front central între Ayyubizi și cruciați.

### Istoria modernă
Din secolul al XV-lea până în 1917, Karak a fost sub dominație otomană, apoi Emiratul Transiordaniei.  După crearea sistemului de guvernorate administrative în Regatul Hașemit al Iordaniei, Kerak a devenit guvernorat la 16 iunie 1966, cu Waheeb Al-Bitar ca prim guvernator.

## Geografie

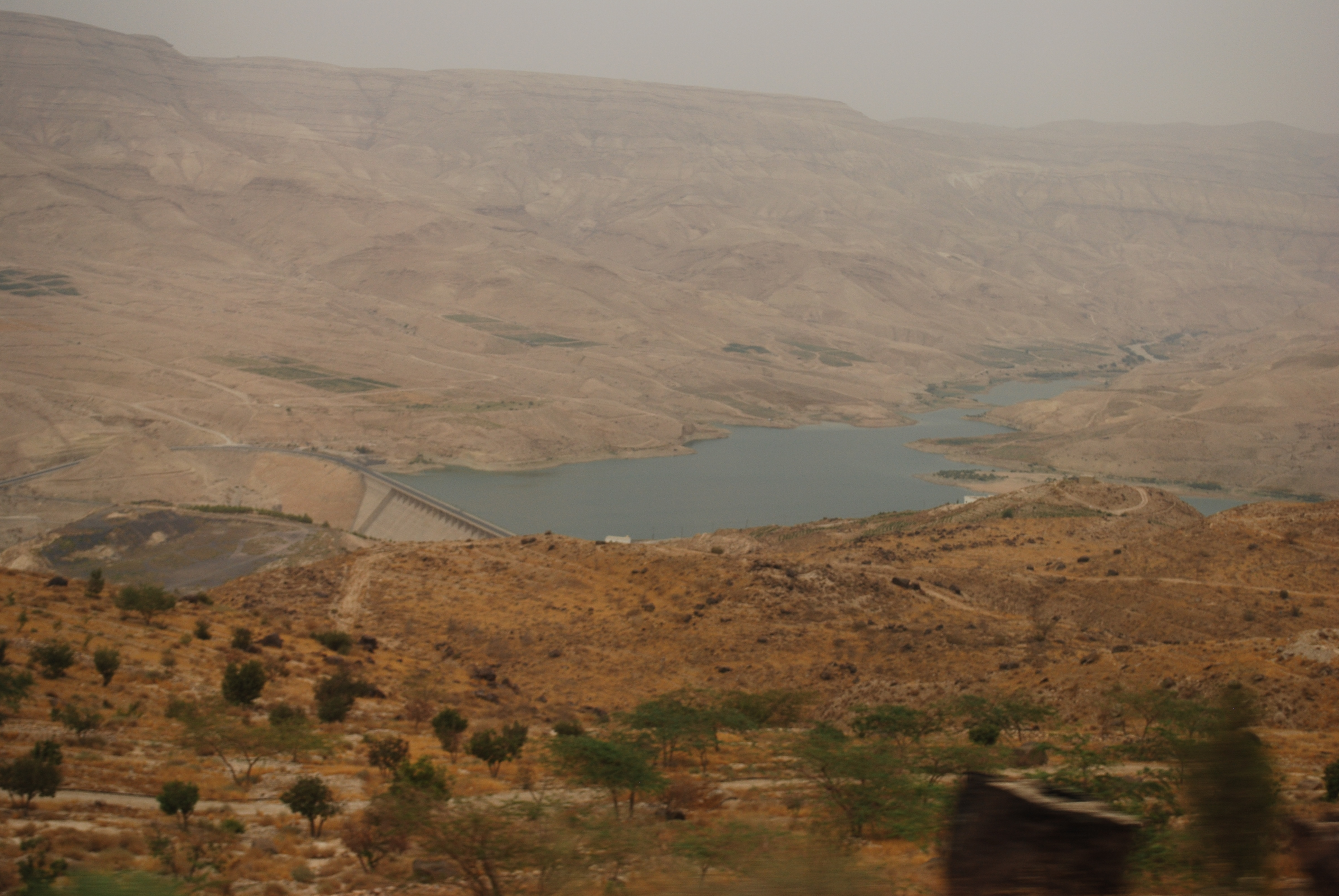
Wadi Mujib (Râul Arnon)

Ținutul guvernoratului Karak este situat de-a lungul coastei de sud-est a Mării Moarte și a lanțului muntos cunoscut sub numele de Munții Moabului. Wadi Mujib, cunoscut biblic sub numele de Râul Arnon, curge prin munții guvernoratului Karak și se termină în Marea Moartă. Orașele din guvernorat sunt situate la altitudini cuprinse între peste 1000 de metri deasupra nivelului mării în Departamentul Mazar de Sud până la 800 de metri deasupra nivelului mării în departamentele nordice până la aproximativ 330 de metri sub nivelul mării în Departamentul Ghor Al-Safi.
Guvernoratul este conectat la restul Iordaniei prin două autostrăzi: 
- Autostrada 65, cunoscută sub numele de Kings Highway
- Autostrada 15, cunoscută sub numele de Desert Highway

## Demografie
În 2004, conform Recensământului Național al Iordaniei din acel an, populația guvernoratului Karak era de 204.185 de locuitori, adică 4% din populația Iordaniei. Raportul dintre bărbați și femei a fost de 50,6 până la 49,4, cetățenii iordanieni au reprezentat 95,42% În rândul cetățenilor iordanieni, raportul dintre bărbați și femei a fost de 50,38 la 49,62. Dintre non-iordanieni, raportul dintre bărbați și femei a fost de 55,19 la 44,81.  Populația estimată în 2010 este de aproximativ 239.000 de locuitori.	
Musulmanii formează majoritatea guvernoratului Karak cu 70% din populația totală, iar creștinii reprezintă 30% din populația sa. Karak prezintă un model practic de conviețuire pașnică între musulmani și creștini. Următorul recensământ este programat pentru 2014
| Demografia guvernoratului Karak              | Recensământul 2004l | 2010 Estimate  |
| -------------------------------------------- | ------------------- | -------------- |
| Raportul dintre femei și bărbați             | 49.4% to 50.6%      | 49.4% to 50.6% |
| Cetățeni iordanieni pentru cetățenii străini | 95.42% to 4.58%     | NA             |
| Populația urbană                             | 34.78%              | 35%            |
| Populația rurală                             | 65.22%              | 65%            |
| Populația totală                             | 204,185             | 238,600        |

Populația districtelor în conformitate cu  rezultatele recensământului:
| District                    | Populatie (Recensământ 1994) | Populatie (Recensamant 2004) | Populație (Recensământ 2015) |
| Guvernoratul Karak! 169,770 | 204,185                      | 316.629                      |                              |
| --------------------------- | ---------------------------- | ---------------------------- | ---------------------------- |
| Al-Āghwār al-Janūbī         | ...                          | 32.446                       | 54.867                       |
| Al-Mazār al-Janūb           | 42.248                       | 57.191                       | 95.124                       |
| Al-Qaṣr                     | 16.587                       | 20.860                       | 29.407                       |
| Al-Qaṭrāneh                 | ...                          | 6.949                        | 10.896                       |
| 'Ayy                        | ...                          | 9.711                        | 8.152                        |
| Faqū'e                      | 10.084                       | 12.178                       | 16.806                       |
| Qaṣabah al-Karak            | ...                          | 64.850                       | 101.377                      |

## Educație
Universitatea Mutah este singura universitate din guvernorat, situată în orașul Mu'tah, și este una dintre cele mai mari universități din Iordania după numărul de studenți.

## Departamente administrative

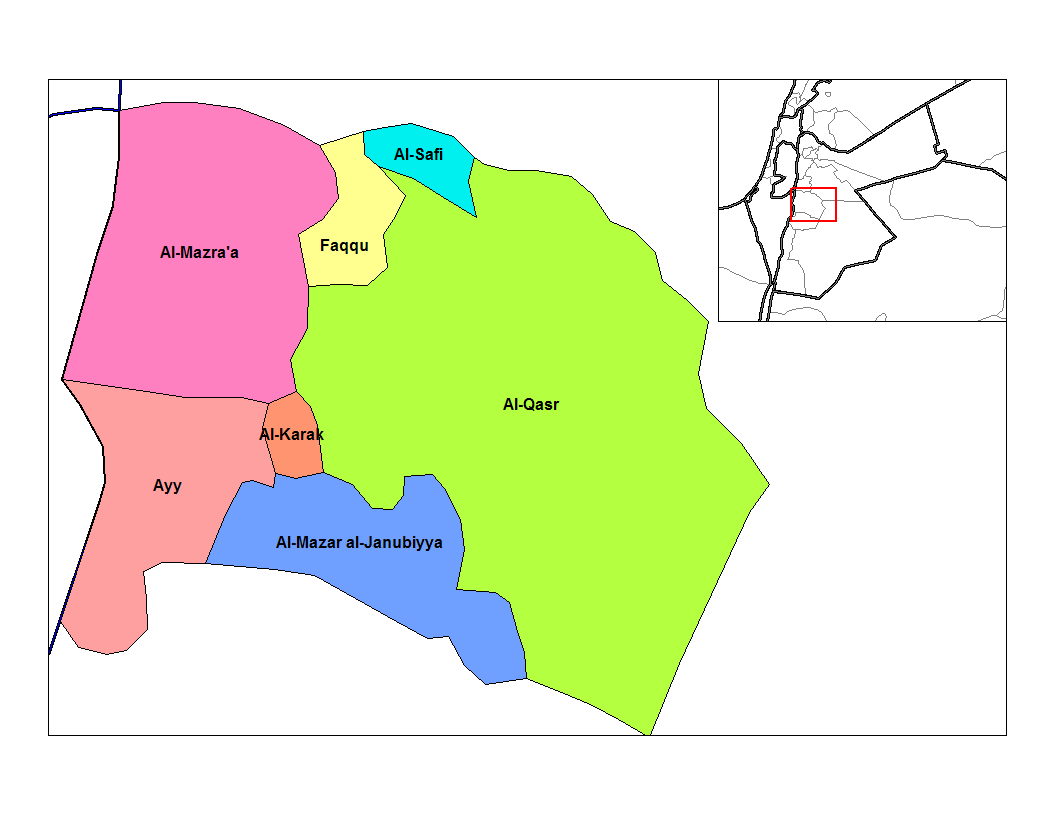
Nahias din Karak

Guvernoratul Karak este împărțit în 10 departamente în conformitate cu articolul 7 din sistemul diviziilor administrative 46 din 2000: